# 아티나 (프로시노네현)
아티나(이탈리아어: Atina)는 이탈리아 라치오주 프로시노네도에 위치한 코무네다. 경제는 대부분 농업(올리브 오일, 카베르네를 포함한 와인, 콩)에 기반을 두고 있다.

## 역사
아티나는 나중에 고대 로마인들이 정복한 삼니움인의 도시였다.
마르쿠스 툴리우스 키케로는 이곳이 아직 대지주의 손에 넘어가지 않은 번영하는 시골 마을이라고 말한다. 그리고 비문은 로마 제국 시대에도 여전히 번성하고 있었음을 보여준다.
서로마 제국이 멸망한 후 롬바르드족에게 정복되어 702년 베네벤토 공국의 일부가 되었다. 나중에는 카푸아 영주, 마르시 백작, 아키노 백작의 지배를 받았다. 1860년까지 나폴리 왕국의 일부로 남아있었다.
한때 테라디라보로도의 일부였으나 1929년에 프로시노네도에 포함되었다.